# Фільберт Баї
Фільберт Баї  (англ. Filbert Bayi, 23 червня 1953) — танзанійський легкоатлет, олімпійський медаліст.

## Виступи на Олімпіадах
| Олімпіада   | Дисципліна         | Місце     |
| ----------- | ------------------ | --------- |
| Мюнхен 1972 | біг на 1500 метрів | 6 h2 r1/3 |
| Мюнхен 1972 | стиплчез           | 9 h1 r1/2 |
| Москва 1980 | стиплчез           | 2         |